# Nowi Birtschyzi
Nowi Birtschyzi (ukrainisch Нові Бірчиці; russisch Новые Бирчицы Nowje Birtschizy, polnisch Burczyce Nowe, deutsch Neu Burschitz) ist ein Dorf in der westukrainischen Oblast Lwiw mit etwa 60 Einwohnern.
Am 12. Juni 2020 wurde die es ein Teil der Stadtgemeinde Nowyj Kalyniw, bis dahin gehörte es mit den Dörfern Birtschyzi und Kornytschi (Корничі) zur Landratsgemeinde Kornytschi.

## Geschichte
Das Dorf entstand im Jahre 1785 im Zuge der Josephinischen Kolonisation auf dem Grund des Dorfes Birtschyzi. Deutsche Kolonisten lutherischer Konfession wurden dort angesiedelt. Das Dorf wurde in zwei Gemeinden getrennt: Burczyce Stare (alt, heutiges Birtschyzi) und Burczyce Nowe (die Kolonie, heutiges Nowi Birtschyzi). Die Protestanten gehörten zur Pfarrgemeinde Hartfeld in der Evangelischen Superintendentur A. B. Galizien, später eine Filialgemeinde.
Im Jahre 1900 hatte die Gemeinde Burczyce Nowe 31 Häuser mit 203 Einwohnern, davon 183 deutschsprachige, 20 ruthenischsprachige, 20 griechisch-katholische, 183 anderen Glaubens.
Nach dem Ende des Polnisch-Ukrainischen Kriegs 1919 kam Nowi Birtschyzi zu Polen. Im Jahre 1921 hatte die Gemeinde Burczyce Nowe 34 Häuser mit 211 Einwohnern, davon 181 Polen, 30 Ruthenen, 32 griechisch-katholische, 179 evangelische.
Im Zweiten Weltkrieg gehörte der Ort zuerst zur Sowjetunion und ab 1941 zum Generalgouvernement, ab 1945 wieder zur Sowjetunion, heute zur Ukraine.